# Ilha Jeannette
Ilha Jeannette (em russo: Остров Жанне́тты  Остров) é a ilha mais oriental do arquipélago das Ilhas De Long, no Mar da Sibéria Oriental. Administrativamente pertence à Sakha da Federação Russa.

## Geografia
Jeannette é a segunda menor ilha do grupo De Long, com apenas 2 km (1,2 mi) de comprimento. Possui uma área de aproximadamente 3,3 km2 (1,3 sq mi). A superfície da ilha é coberta principalmente por uma camada central de gelo e firn. O pico mais alto da ilha fica no meio da calota de gelo, atingindo uma altura de 351 m (1 152 pé). Um segundo pico subordinado atinge uma elevação de 225 m (738 pé). Em todos os lados, as costas da ilha consistem em 100 - 350 m (−820 pé) penhascos rochosos, contínuos e altos, que são mais altos e íngremes na parte sul e sudeste e mais rasos na parte norte.

## Geologia
A exposição mais acessível e extensa do leito rochoso ocorre ao longo da costa sudoeste. Esses penhascos expõem uma espessa sucessão de rochas vulcanoclásticas do Cambriano Superior que contêm camadas subordinadas de tufos e fluxos de lava dacítica e andesítica . As rochas vulcanoclásticas são penetradas por diques e soleiras máficas.
Essas rochas sedimentares consistem geralmente de turbiditos vulcanoclásticos de granulação fina e grossa, com camadas espessas de brechas vulcanoclásticas que podem ser divididas em quatro camadas. A camada mais baixa das camadas expostas consiste em 125 m (410 pé) de turbiditos vulcaniclásticos de granulação fina, ocasionalmente intercalados com finas camadas de arenito de granulação grossa e arenito pedregoso. A parte central dessa camada exibe estruturas de afundamento e estratificação convoluta, juntamente com alguns fluxos de lava e camadas de tufo vermelho brilhante. Sobrepondo-se à camada mais inferior, está 160 m (525 pé) de brechas tuffáceas com matriz arenosa ou siltosa. Os seixos pouco arredondados e com bordas afiadas que formam a brecha são compostos principalmente de rochas vulcânicas andesíticas. A próxima camada sobrejacente consiste em 50 m (164 pé) de turbiditos vulcanoclásticos de granulação fina e brechas tuffáceas menores. As brechas consistem em seixos angulares a subangulares de rochas vulcânicas (andesito, dacito e, ocasionalmente, andesito basáltico). A camada superior de rochas sedimentares, exposta nestes seaclifts, é constituída por 150 m (492 pé) de turbiditos vulcaniclásticos predominantemente de granulação grossa.
O estratificação dessas rochas vulcanoclásticas inclina-se abruptamente em direção leste-nordeste. A camada é deformada por dobras semelhantes acompanhadas por clivagem e falhas de empurrão com inclinação para leste, com deslocamentos de algumas dezenas de metros. A estratificação também é compensada por falhas normais inclinadas para o leste e intrudidas por diques de dolerito com tendência noroeste.

## História
Foi descoberto em 1881 pela Expedição Jeannette, comandada pelo Tenente-Comandante George W. De Long . A expedição partiu em 1879 a bordo do USS Jeannette, na esperança de chegar à Ilha de Wrangel e descobrir mares abertos no Oceano Ártico, perto do Polo Norte.

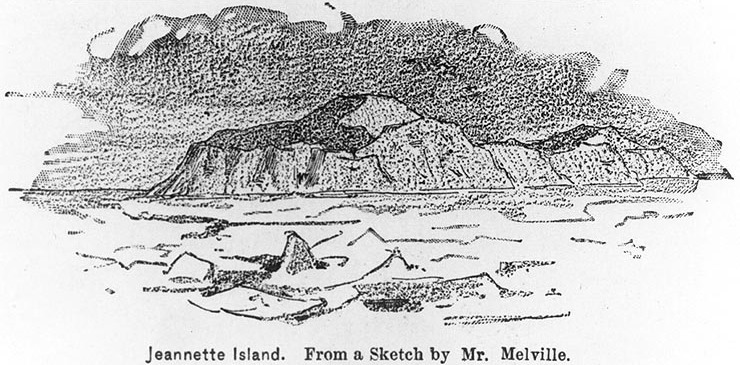
Ilha de Jeannette por George Melville, maio de 1881

Entretanto, o navio entrou em uma camada de gelo perto da Ilha Herald em setembro de 1879 e ficou preso. O navio navegou centenas de quilômetros com o gelo, passando ao norte da Ilha Wrangel. Em maio de 1881, aproximou-se da Ilha Jeannette e da Ilha Henrietta.
De acordo com o Relatório Anual do Secretário da Marinha, para o ano de 1882, "Um grupo de trenós desembarcou (na Ilha Henrietta), içou a bandeira nacional e tomou posse em nome dos Estados Unidos. A excursão, liderada por George W. Melville, desembarcou em 2 ou 3 de junho, construiu um marco e colocou dentro dele um registro de sua visita.
Durante a Expedição Hidrográfica Imperial Russa ao Oceano Ártico de 1910–1915, liderada por Boris Vilkitsky, o Vaygach se aproximou da Ilha Jeannette com a intenção de mapear as Ilhas Jeannette e Henrietta, mas o gelo pesado bloqueou a aproximação. Em 1916, o embaixador russo em Londres emitiu um aviso oficial informando que o governo imperial considerava Henrietta, juntamente com outras ilhas do Ártico, partes integrantes do Império Russo. Esta reivindicação territorial foi posteriormente mantida pela União Soviética.

Alguns indivíduos norte-americanos afirmam a propriedade americana da Ilha Jeannette, e outros do grupo De Long, com base na descoberta de 1881. No entanto, o governo dos Estados Unidos não deu seguimento à reivindicação de De Long sobre a Ilha Jeannette e reconhece-a como território russo.